# 美国驻圣座大使馆
美利坚合众国驻圣座大使馆（英語：Embassy of the United States of America to the Holy See），或称美国驻梵蒂冈大使馆（英語：US Embassy Vatican），是美国在圣座（天主教会的中枢行政机构）的外交代表机构。该大使馆于2015年9月迁至意大利罗马驻意大使馆的同一院落。